# 凱伊拉
凱伊拉是愛沙尼亞哈爾尤縣的城市型市鎮，位於該國西北部的凱伊拉河畔，距離首都塔林25公里，市镇面積为11.22平方公里，2021年人口数量为10,071人。

## 军事基地
在苏联时期，凯伊拉的郊外建立了一个名为“Tankipolk”的军事基地，驻扎着士兵和坦克。几年后，苏联军队离开该国，该基地被拆毁。多年以后，基地原址上建了住宅小区。它周围的林地也被清理。这个地区有许多丘陵和路径，在冬季作为一个滑雪场所。小径的长度从3到7公里。

## 图集

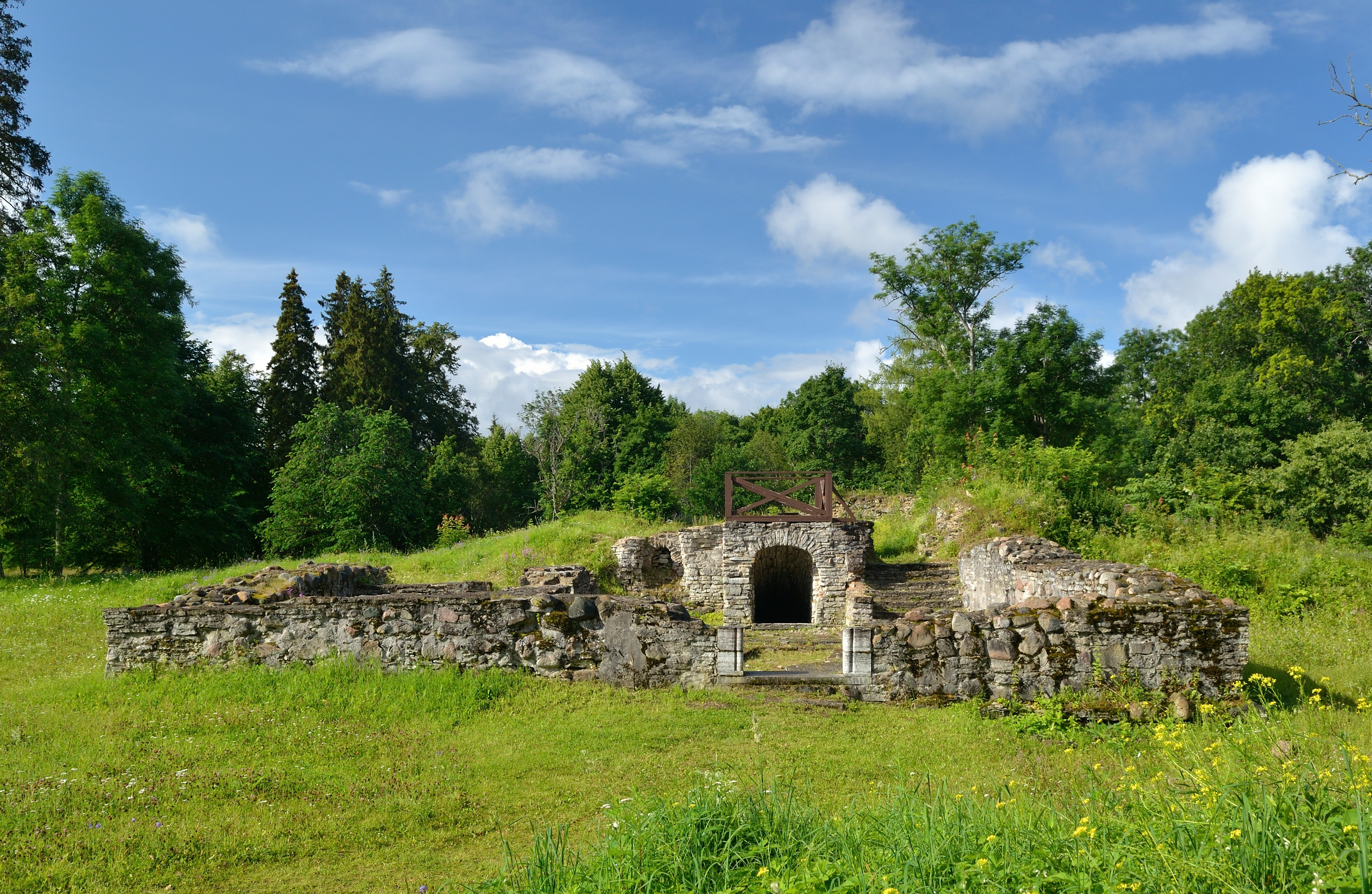
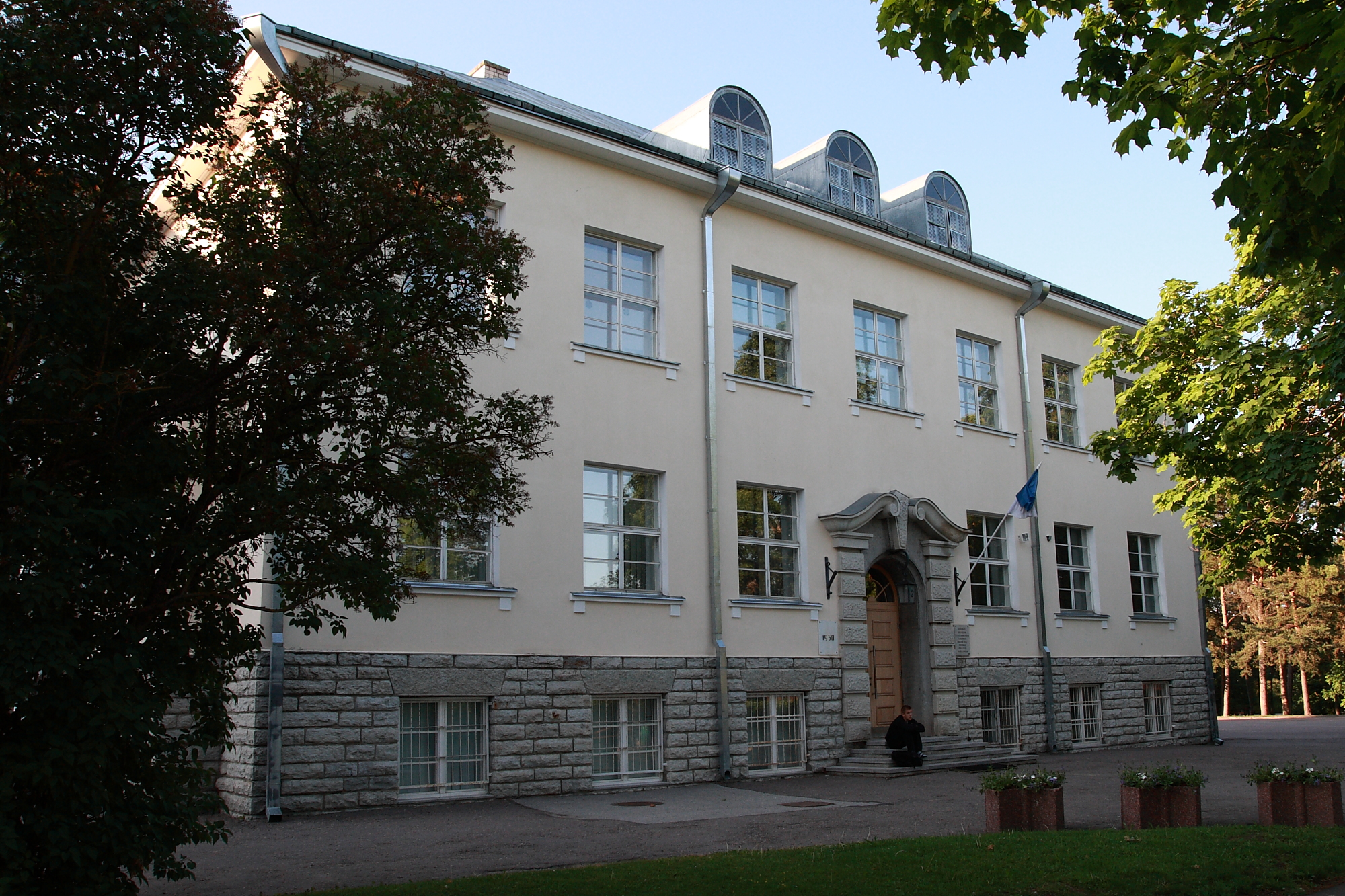
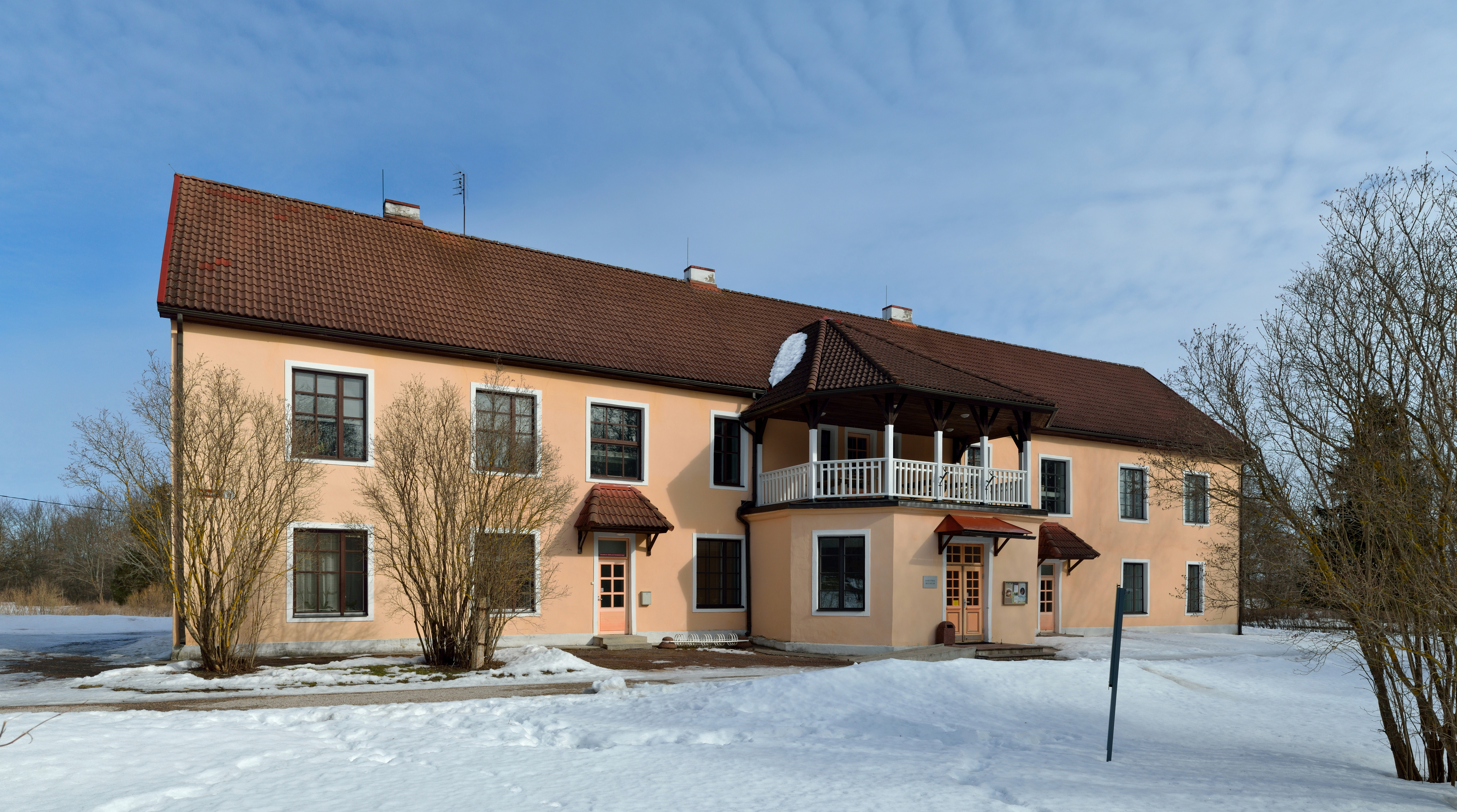
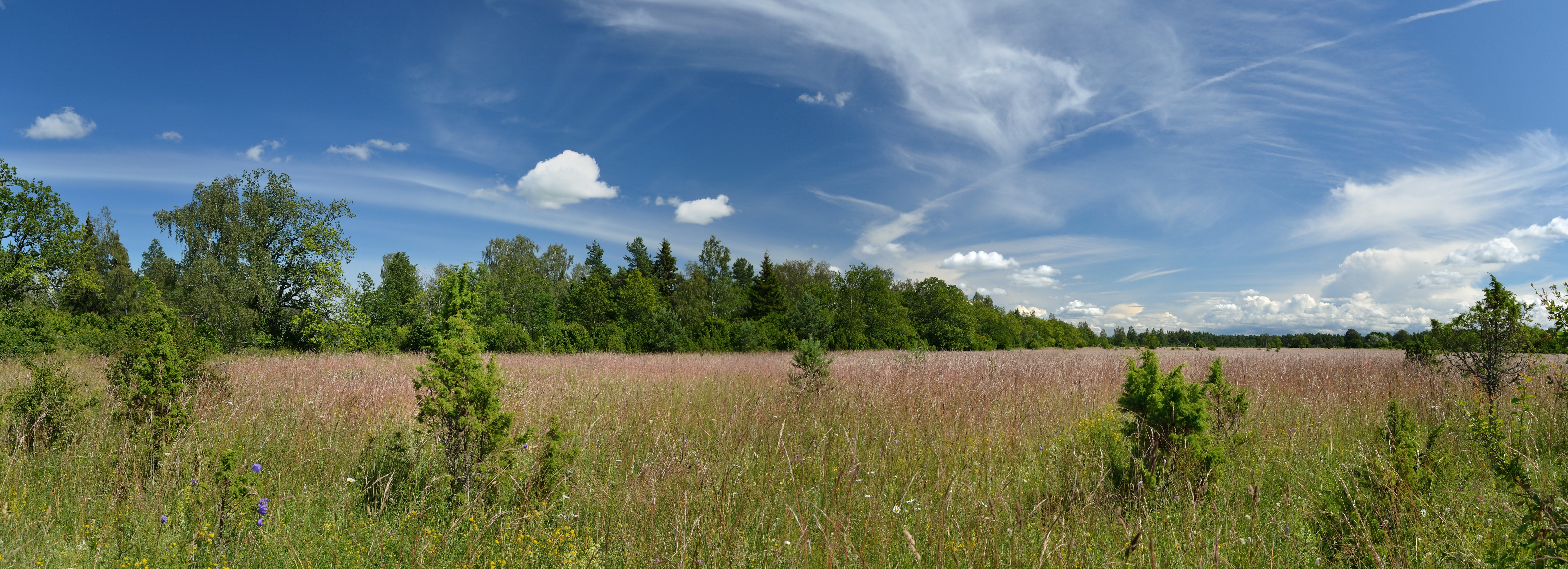
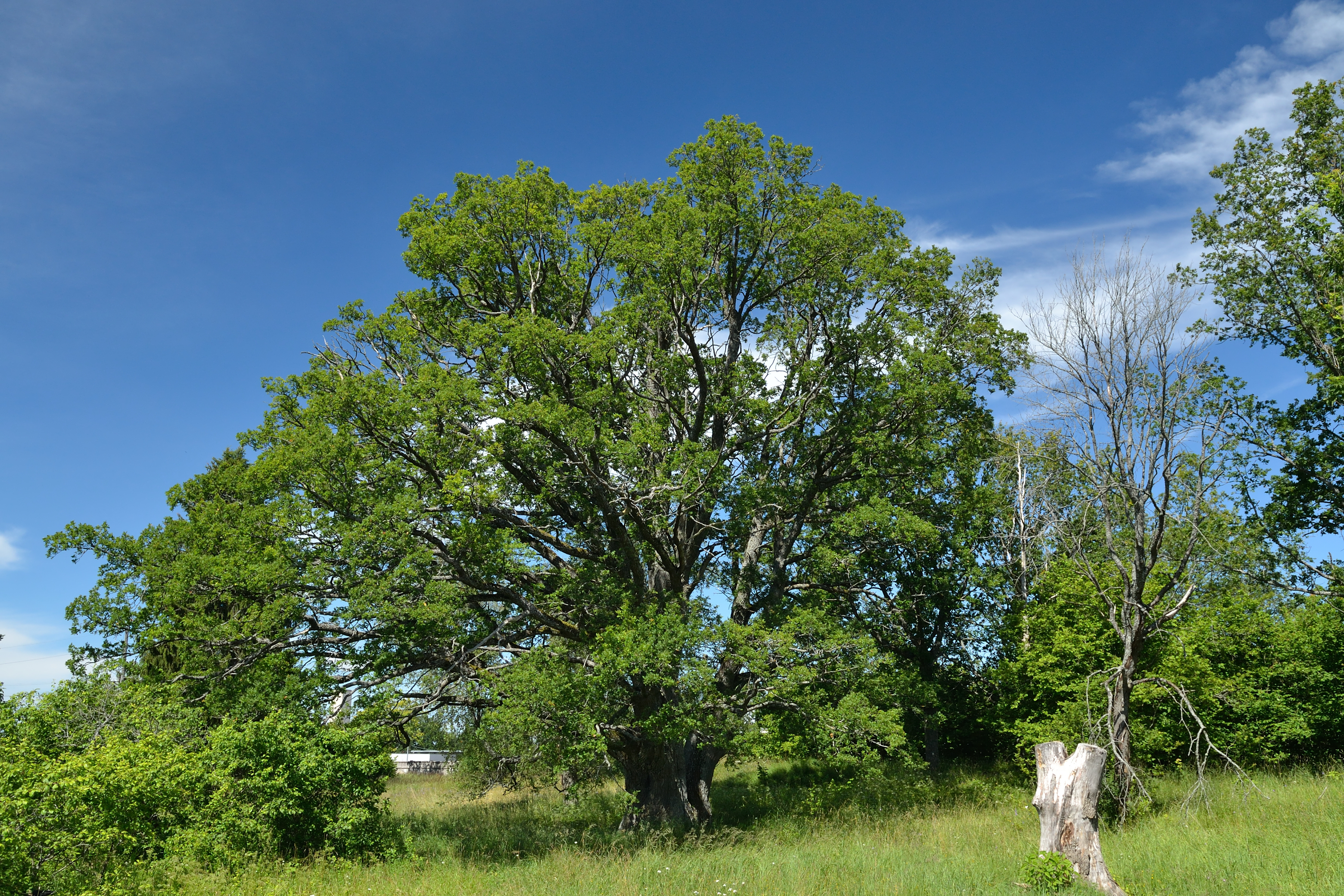